# I figli del marchese Lucera
I figli del marchese Lucera («Los hijos del marqués Lucera» en italiano) es una película de comedia italiana de 1939 dirigida por Amleto Palermi y protagonizada por Armando Falconi, Caterina Boratto y Sergio Tofano. Se basa en una obra de teatro del mismo nombre de Gherardo Gherardi.
La película se rodó en Cinecittà y Scalera Studios en Roma. Los decorados de la película fueron diseñados por el director de arte Salvo D'Angelo.
La futura estrella Mariella Lotti tuvo un pequeño papel. 

## Argumento
Dos vagabundos se convierten en cómplices de negocios sucios para ganar algo de dinero. En uno de estos el marqués Lucera, uno de los dos amigos, se encuentra accidentalmente con una chica que resulta ser su hija. 

## Reparto
- Armando Falconi como el marqués Cristoforo Maria Lucera.
- Caterina Boratto como Giannina.
- Sergio Tofano como Vigna.
- Gino Cervi como Ermanno.
- Filippo Scelzo como Salvatore.
- Carlo Romano como el 'tercer' hijo.
- Camillo Pilotto como Ventura.
- Clelia Matania como Soave.
- Olinto Cristina como Tortorelli.
- Gemma Bolognesi como Zelinda Tortorelli.
- Adele Garavaglia como La abuela.
- Armando Migliari
- Neda Naldi
- Anna Maria Bottini
- Gianni Agus
- Nicola Maldacea
- Luigi Cristiani
- Mariella Lotti